# Antigua-et-Barbuda aux Jeux paralympiques d'été de 2012
Antigua-et-Barbuda participe pour la toute première fois aux Jeux paralympiques lors des Jeux paralympiques d'été de 2012 (du 29 août au 9 septembre) à Londres.
Le Comité paralympique d'Antigua-et-Barbuda (ABPC) est établi le 15 mars 2012. Sa raison d'être première est de permettre au « seul athlète paralympique de la nation », Jamol Pilgrim, de prendre part aux Jeux de 2012, puisqu'il est nécessaire que son pays ait un comité national paralympique. Pilgrim avait été un sprinter visant les Jeux olympiques avant qu'un accident de voiture en 2009 n'entraîne l'amputation de sa jambe droite au-dessus du genou. Courant désormais avec une prothèse, il atteint en 2011 les minima A et se qualifie pour Londres. Il prend part, en athlétisme, à l'épreuve du 100m hommes T42 (les catégories 42 à 44 étant pour les amputés des jambes concourant avec une prothèse). Pilgrim est le seul représentant d'Antigua-et-Barbuda aux Jeux de Londres, bien que l'ABPC nouvellement établi se soit aussi intéressé à la cavalière Spadicia Harris, âgée de douze ans et amputée de la jambe droite,,.
Antigua-et-Barbuda n'obtient pas de médaille à ces Jeux.

## Athlètes engagés

### Athlétisme
Dans sa seule épreuve, le 100 m hommes T42, Jamol Pilgrim termine sixième et dernier de sa série, en 15 s 76.
Hommes
| Athlète       | Épreuve   | Séries   | Séries | Finale       | Finale       |
| Athlète       | Épreuve   | Résultat | Rang   | Résultat     | Rang         |
| ------------- | --------- | -------- | ------ | ------------ | ------------ |
| Jamol Pilgrim | 100 m T42 | 15 s 76  | 6      | Pas qualifié | Pas qualifié |